# Ekwiwalent subsydiowania konsumenta
Ekwiwalent subsydiowania konsumenta (ang. Consumer Subsidy Equivalent, CSE) ukazuje wielkość wsparcia konsumentów w ramach polityki rolnej kraju. W rzeczywistości mierzy koszty protekcjonizmu państwowego i interwencyjnej polityki. Wartość CSE może być większa lub mniejsza od zera (wtedy mamy do czynienia z ukrytym podatkiem obciążającym konsumenta).

## Sposób obliczania CSE
- Wartość CSE dla produktu: (Pt – Pc) x Qc – Sc
- CSE na jednostkę wartości produktu w %: CSE/ Vc x 100
- CSE na jednostkę ilości produktu zł/kg: CSE/Qc

Gdzie:
- Qc – ilość konsumpcji danego produktu ogółem
- Vc – wartość konsumpcji produktu ogółem
- Pt – średnia cena uzyskiwana w eksporcie krajowym lub średnia w eksporcie imporcie (CIF)
- Pc – średnia cena płacona przez konsumentów na rynku krajowym
- Sc – kwota subsydiowania konsumpcji

## Interpretacja wskaźnika CSE
Wskaźnik CSE przyjmuje wartości ujemne jeśli wartość transferów rynkowych przewyższa wartość subsydiów do konsumpcji, mierząc podatek obciążający konsumentów na rzecz producentów rolnych. Wskaźnik CSE możemy zinterpretować jako miarę kosztów ponoszonych przez konsumentów z tytułu środków stosowanych przez protekcyjną i interwencyjną politykę w rolnictwie lub jako miarę obciążenia konsumentów na rzecz producentów rolnych.

## Wskaźnik CSE w krajach Unii Europejskiej
Kraje Unii Europejskiej starają się zmniejszyć poziom kosztownego i nie rozwiązującego problemów rolników wspierania rolnictwa, przejawia się to w spadku wskaźników charakteryzujących poziom ekonomicznego wsparcia rolnictwa. I tak obserwujemy tutaj znaczny spadek CSE w ostatnich latach.